# Witali Wsewolodowitsch Manski
Witali Wsewolodowitsch Manski (auch Vitali Manski, englisch Vitaly Mansky, lettisch Vitālijs Manskis; * 2. Dezember 1963 in Lwiw, Ukrainische Sozialistische Sowjetrepublik) ist ein russischer Dokumentarfilmregisseur.

## Leben
Manski ist in Lwiw geboren und aufgewachsen. Von 1982 bis 1990 studierte er am Moskauer Gerassimow-Institut für Kinematographie, Abteilung Kamera. Unter dem Eindruck der völkerrechtswidrigen Annexion der Krim durch Russland siedelte er 2014 von Russland nach Riga um, wo er seitdem lebt.

## Werk
Manskis besonderes Interesse gilt der Dokumentation des Lebens in Regimen. Mehrere seiner Filme, zuletzt Im Strahl der Sonne, thematisieren Freiheit und ihre Beschränkungen. Als Regisseur hat Manski mehr als 30 Filme realisiert. Außerdem wirkte er als Produzent, u. a. bei Filmen der Regisseure Alexander Rastorgujew und Sergei Loznitsa.
Seit 1996 sammelt Manski im Rahmen eines groß angelegten Archivprojekts Amateuraufnahmen aus der ehemaligen Sowjetunion. Zweck des Archivs ist es, das audiovisuelle Gedächtnis des privaten Lebens in der UdSSR zu bewahren.

## Filmografie (als Regisseur, Auswahl)
- 1987: Hunde (Собаки, Sobaki), Dokumentarfilm
- 1987: Bumerang (Бумеранг), Dokumentarfilm
- 1990: Jüdisches Glück (Еврейское счастье, Jewrejskoe stschast'je), Drama
- 1991: Lenins Körper (Тело Ленина, Tjelo Lenina), Dokumentarfilm
- 1993: Schnitte eines weiteren Krieges (Срезки очередной войны, Srezki otscherdnoj vojny), Dokumentarfilm
- 1996: Glückseligkeit (Благодать, Blagodat), Dokumentarfilm
- 1999: Private Chroniken. Monolog (Частные хроники. Монолог, Tschastnyje Khroniki. Monolog), Dokumentarfilm
- 2000/2001: Russland – Der Anfang (Россия — начало, Rossija – Natschalo), Dokumentarfilm
- 2001: Trilogie: Gorbatschow. Nach dem Imperium (Горбачёв. После империи, Gorbatschow. Posle Imperii); Jelzin. Ein anderes Leben (Ельцин. Другая жизнь Jelzin. Drugaja Zhisn); Putin. Das Schaltjahr (Путин. Високосный год, Putin. Visokosny god)
- 2002: Broadway. Schwarzes Meer (Бродвей. Черное море, Brodwej. Tschernoje Morje)
- 2003: t.A.T.u.s Anatomie (Анатомия «Тату», Anatomija t.A.T.u.), Dokumentarfilm
- 2004: Gagarins Pioniere (Наша Родина, Nascha Rodina)
- 2007: Wilder, wilder Strand. Sanfte Wärme (Дикий, дикий пляж. Жар нежных, Dikij, dikij pljasch. Zhar njeshnykh), Dokumentarfilm
- 2008: Jungfräulichkeit (Девственность, Devstvennost)
- 2011: Mutterland oder Tod (Родина или смерть, Rodina ili smert), Dokumentarfilm
- 2013: Pipeline (Труба, Truba), Dokumentarfilm
- 2015: Im Strahl der Sonne (engl. Titel „Under the Sun“, russischer Originaltitel В лучах солнца, V lutshakh Solnza)
- 2016: Familienbande (engl. Titel „Close Relations“, Родные, Rodnyje), Dokumentarfilm
- 2018: Putins Zeugen (engl. Titel „Putin's Witnesses“, Свидетели Путина, Swidetjeli Putina), Dokumentarfilm
- 2020: Gorbatschow. Paradies (engl. Titel „Gorbachev. Heaven“, Горбачев. Рай, Gorbatschow. Rai), Dokumentarfilm
- 2023: Shidniy front (Kurzfilm)
- 2024: Dzelzs (Kurzfilm)
- 2025: Time To The Target (Dokumentarfilm)

## Auszeichnungen (Auswahl)
Vitali Manski erhielt für seine Filme mehr als 100 internationale Auszeichnungen und Preise, unter anderem:
- Für Im Strahl der Sonne (Originaltitel: В лучах солнца, V paprscích slunce; engl.: Under the Sun; 2015)
  - Beste Regie, Internationales Filmfestival „Schwarze Nächte“ Tallinn, 2015[1]
  - Spezial-Preis der Jury, Internationales Filmfestival „Schwarze Nächte“ Tallinn, 2015[1]
  - Hauptpreis in der Sektion „Zwischen den Meeren“ für den besten zentral- und osteuropäischen Dokumentarfilm, Internationales Dokumentarfilmfestival Jihlava, 2015[2]

- Für Pipeline (Originaltitel: Труба, Truba; 2013)
  - Nika-Preis der Russischen Filmakademie 2013 in der Kategorie Bester Dokumentarfilm[3]
  - Weißer Elefant des Verbands der russischen Filmkritik für die beste Regie, verliehen beim Offenen russischen Filmfestival Kinotavr, Sotschi/Russland, 2013[4]
  - Beste Regie – Kinotavr Filmfestival, Sotschi/Russland, 2013[4]
  - Preis für den besten langen Dokumentarfilm, IFF Karlovy Vary/Tschechien[5][6]
  - Stern der Urania, Hauptpreis des LET’S CEE Film Festival, Wien 2014[7]
  - MDR-Preis, Internationales Leipziger Festival für Dokumentar- und Animationsfilm, 2013[8][9]
  - Movies That Matter Award, ZagrebDox Festival/Kroatien[10]
  - Schwarzmeer-Dok-Preis (Black Sea Docs Award), Pelicam Festival Tulcea/Rumänien 2014[11]

- Für Jungfräulichkeit (2008)
  - Hauptpreis beim IFF Huesca/Spanien

- Für Broadway. Schwarzes Meer (2002)
  - Preis der SRG SSR Idée Suisse beim Festival „Visions du Réel“, Nyon/Schweiz
  - Giampaolo-Paoli-Preis beim Festival dei Popoli, Florenz/Italien

- Für Private Chroniken. Monolog (1999)
  - Don Quichotte Preis der Internationalen Gesellschaft der Filmklubs (Int. Federation of Film Societies – FICC), vergeben während Dok Leipzig

- Für Bliss (1995)
  - Preis in der Kategorie Kurzfilm, Visions du Réel, Nyon/Schweiz
  - Golden Spire, San Francisco IFF
  - Jurypreis und Preis der Ökumenischen Jury, Internationales Leipziger Festival für Dokumentar- und Animationsfilm

- Für Schnitte eines weiteren Krieges (1993)
  - Silberne Taube, Internationales Leipziger Festival für Dokumentar- und Animationsfilm
  - Europäischer Preis für den neuen Kinodokumentarfilm

- Für Lenins Körper
  - Beste Regie, Locarno/Schweiz

- Für Putin’s Witnesses
  - Internationales Filmfestival Karlovy Vary 2018 – Gewinner der Documentary Films Competition[12]